# シャンティ・ラージャ・ラクシュミー・デビー
シャンティ・ラージャ・ラクシュミー・デビー（Shanti Rajya Lakshmi Devi, 1941年11月20日 - 2001年6月1日）は、ネパール王国の君主第9代君主マヘンドラ・ビール・ビクラム・シャハの長女。

## 生涯
1941年11月20日、ネパール王マヘンドラ・ビール・ビクラム・シャハの長女として生まれた。
1965年2月8日、バジャーン郡のクマール・ディーパク・シンハと結婚した。彼との間には2人の息子と1人の娘をもうけた。
2001年6月1日、甥のディペンドラにより、弟のビレンドラらとともにナラヤンヒティ宮殿で射殺された（ネパール王族殺害事件）。